# Pseudoplectrurus canaricus
Pseudoplectrurus canaricus är en ormart som beskrevs av Beddome 1870. Pseudoplectrurus canaricus ingår i släktet Pseudoplectrurus och familjen sköldsvansormar. Inga underarter finns listade i Catalogue of Life.
Arten förekommer i södra Indien i delstaten Karnataka. Honor lägger inga ägg utan föder levande ungar.